# Rotundabaloghia baloghi
Rotundabaloghia baloghi es una especie de arácnido del orden Mesostigmata de la familia Uropodidae.

## Distribución geográfica
Se encuentra en Nueva Guinea.